# Duomo di Belluno
Il duomo di Belluno, noto anche come basilica cattedrale di San Martino, è il principale luogo di culto cattolico della città di Belluno e chiesa madre della diocesi di Belluno-Feltre. È situato in Piazza Duomo, nel centro storico cittadino. È stato elevato alla dignità di basilica minore il 18 giugno 1980 da papa Giovanni Paolo II. È monumento nazionale italiano.

## Descrizione

### Esterno
Una semplice facciata (incompiuta) in pietra a vista, divisa verticalmente in tre parti con le laterali più basse, definisce il volume esterno dell'edificio; ingloba una formella romanica di recupero ornata con motivi fitomorfi. Un ricco portale barocco e due finestre gotiche si aprono nella parte bassa e mediana; la parte alta, terminando con timpano che poggia su trabeazione retta da lesene, ha un rosone centrale chiuso da un vetro su cui sono raffigurati i santi Gioatà, Lucano e Martino.

### Interno

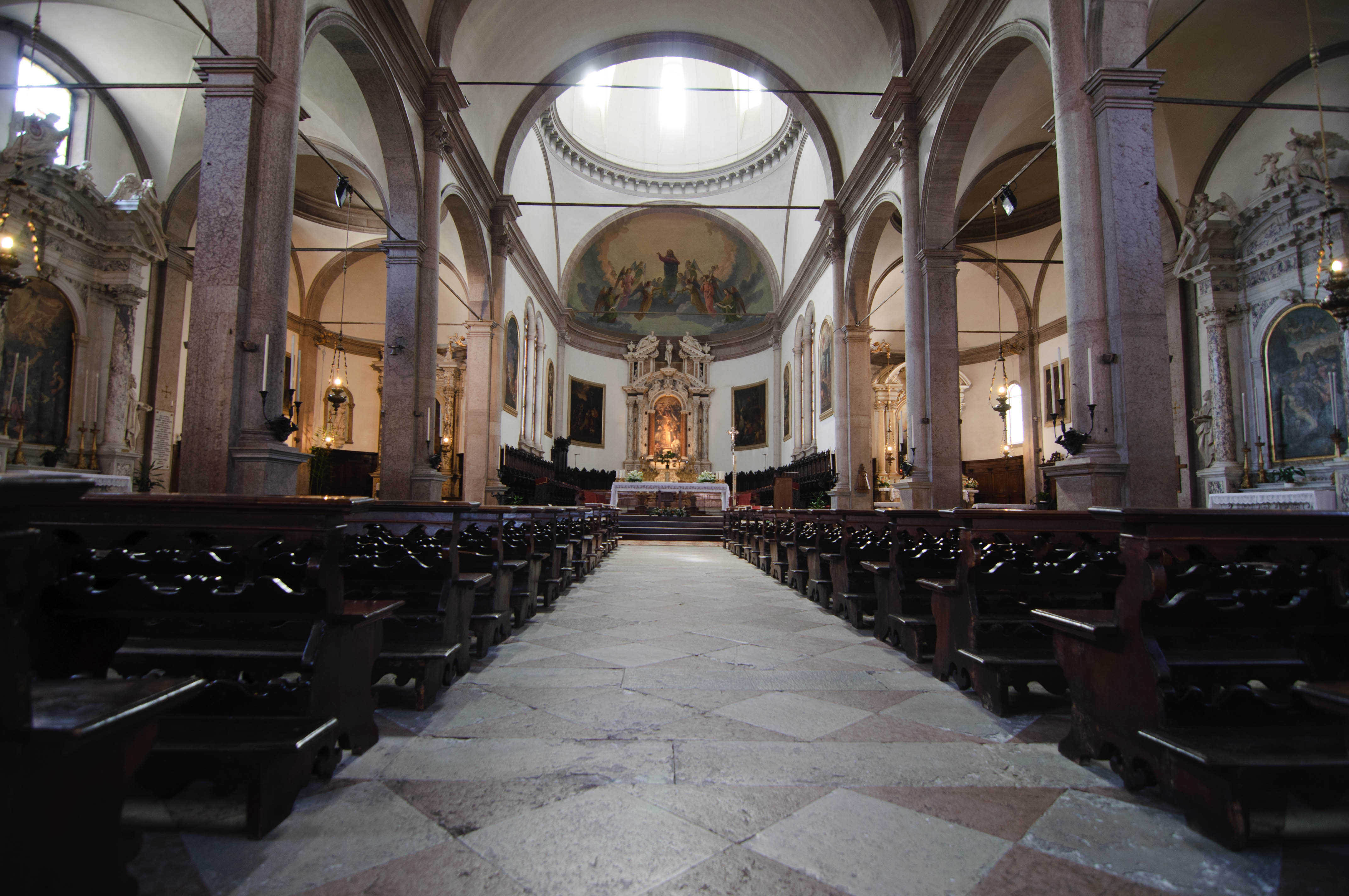
L'interno

L'interno della basilica, di aspetto maestoso, ha linee rinascimentali anche se l'altezza dei pilastri dà la spinta verso l'alto, tipica delle chiese gotiche. Lo spazio è ripartito in tre navate, tagliate trasversalmente da sette campate. Il presbiterio è di impostazione solenne con triple file di stalli; ariosa e piena di luce è la cupola. Oltre l'ultimo arco maggiore si apre l'abside semicircolare, il cui catino è stato affrescato da Antonio Ermolao Paoletti con una trionfale Assunta. Fra le opere di insigni artisti custodite nella chiesa spiccano per complessità compositiva due dipinti di Gaspare Diziani raffiguranti, l'uno i Santi Carlo, Francesco di Sales, Gaetano da Thiene e Andrea Avellino, e l'altro la Conversione di San Paolo. Alla mano di Egidio Dall'Oglio si deve la rappresentazione della Sacra Famiglia che orna uno degli altari della navata di sinistra. L'organo, del 1945, è stato posto in opera dalla ditta Mascioni.

### Campanile

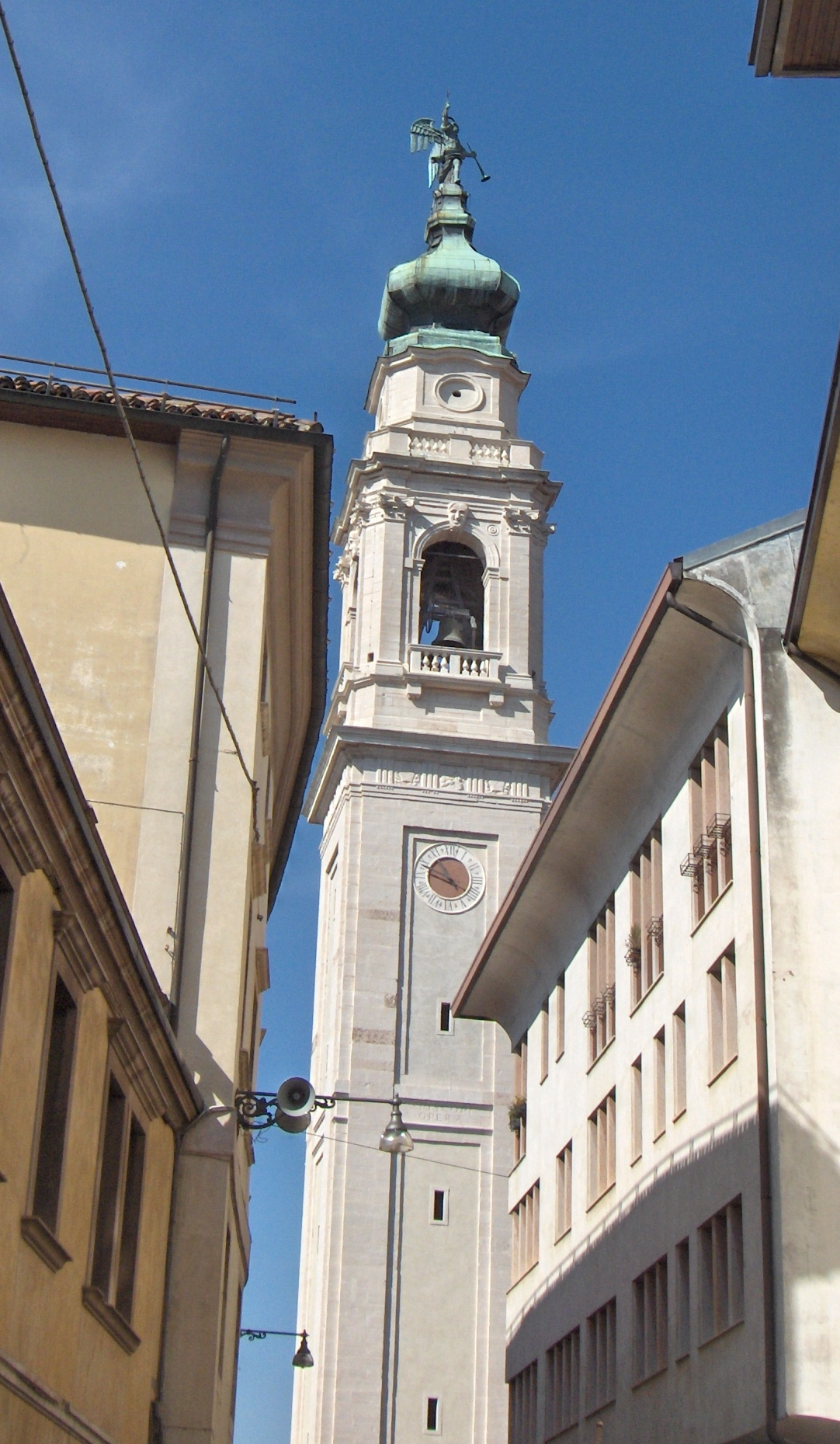
La torre campanaria

All'uscita della sacrestia si trova l'alto campanile barocco, progetto dell'architetto messinese Filippo Juvara (che non venne mai a Belluno). Il vescovo Gaetano Zuanelli, amico di Juvara, gli commissionò il lavoro; il vescovo ricevette un progetto migliorato, riadattato e riproporzionato per la cattedrale, su modello del campanile del duomo di Torino. I lavori iniziarono nel 1732 e si interruppero nel 1735 per cause economiche. L'opera di costruzione arrivò appena sotto la cella campanaria e affinché i posteri potessero chiaramente ricordare fino a che punto era arrivata l'erezione del campanile, il vescovo Zuanelli volle far internamente murare l'arca del cavalier Federico degli Azzoni del XIV secolo; i lavori ripresero e si completarono definitivamente il 16 luglio 1747. 
Per costruirlo fu utilizzata la pietra di Castellavazzo ed altri materiali. Misura un'altezza di 71,98 metri (angelo sulla sommità incluso) e costò complessivamente 150.000 lire venete. L'angelo, modellato in legno sul progetto di Andrea Brustolon, è rivestito di rame ed è alto 4,63 metri. Sul versante verso il fiume Piave si nota una scritta sulla parete della torre riconducibile all'architetto progettista.

### Campane
Il campanile contiene un concerto campanario di 5 campane montate "a slancio", fuse dalla Premiata Fonderia De Poli di Revine Lago (Vittorio Veneto, TV) nel 1934 con un sonello anch'esso a slancio. Il plenum suona nelle occasioni più importanti.